# Max Hauri
Max Hauri (* 30. Dezember 1941; † 6. Dezember 2015) war ein Schweizer Pferdesportler. Im Spring- und im Vielseitigkeitsreiten nahm er an Olympischen Spielen teil.

## Pferdesportler und Kavallerie
Max Hauri war bereits 1962 Schweizer Meister im Springreiten, über 50 Mal war er Teil einer Nationenpreis-Mannschaft für die Schweiz. Im Jahr 1964 nahm er als Springreiter an den Olympischen Sommerspielen in Tokio teil. Mit Milvio wurde er Zehnter in der Einzelwertung, die Schweizer Equipe kam auf den neunten Rang.
Für die Olympischen Sommerspiele 1972 wurde Hauri ebenfalls als Teilnehmer benannt. Neben den Springwettbewerben, wo er mit Haiti am Start war (30. Platz Einzelwertung, 5. Platz mit der Mannschaft), bestritt er in München auch die Prüfungen der Military (Vielseitigkeitsreiten). Die Schweizer Military-Mannschaft wurde Sechste, Hauri beendete mit Red Baron die Prüfung nicht.
Beim Ersatzwettbewerb der Springreiter für die boykottierten Olympischen Spiele 1980, der im August 1980 in Rotterdam stattfand, war Max Hauri mit Beethoven am Start. Die Schweizer Equipe kam hier auf den fünften Rang.
Weitere Championatsteilnahmen waren die Europameisterschaften 1979 (mit Liberty Hill 33. Platz in der Einzelwertung und 5. Platz mit der Mannschaft) und die Weltmeisterschaften 1986 (mit Vivaldi 51. Platz in der Einzelwertung und 9. Platz mit der Mannschaft).
Neben dem Sport war Max Hauri Hauptmann einer Schwadron der Schweizer Kavallerie. Nach der Auflösung der Kavallerie 1972 übernahm Hauri die Aufgabe des Initianten und Kommandanten der Schweizer Kavallerie-Schwadron 1972. Das Amt des Kommandanten gab er im Jahr 2010 ab.

## Familie und Pferdehandel
Hauris Vater betrieb einen Vieh- und Pferdehandelsbetrieb in Seon im Kanton Aargau. Diesen übernahm Max Hauri und baute ihn zu einem Turnier- und Handelsstall für Sportpferde aus. Er kaufte ab den 1970er Jahren junge Pferde im europäischen Ausland auf und bildete diese für den späteren Handel weiter aus. So verkaufte er an Nelson Pessoa Vivaldi, mit dem Pessoa unter anderem dreimal in Folge das Deutsche Springderby gewann. Auch spätere Erfolgspferde von Nelson Pessoas Sohn Rodrigo stammten aus dem Stall Hauri, so Special Envoy und Tomboy. Anfang der 2010er Jahre stellte er Pius Schwizer mehrere Springpferde zur Verfügung (zum Beispiel Powerplay und Verdi), mit denen Schwizer zur Weltspitze des Springsports zählte.
Hauri entdeckte ebenso die Stute Jessica V, mit der seine Schwester Heidi (die damals den nach ihrer Heirat angenommenen Namen Heidi Robbiani trug) 1984 in Los Angeles die olympische Einzel-Bronzemedaille gewann.
Hauri war verheiratet und hatte drei Kinder. Seine beiden Söhne Markus (* 1976) und Thomas Hauri (* 1979) waren beide als Pony- und Juniorenreiter bis hin zu Europameisterschaften ihrer Altersklassen erfolgreich, Markus Hauri nahm auch an den Europameisterschaften der Jungen Reiter 1998 teil (und wurde hier Mannschaftseuropameister) und war auch später sehr erfolgreich (Schweizer Meisterschaft Elite 1994 Vizemeister und 1997 Meister). Nachdem sich Max Hauri bei einem schweren Reitunfall verletzt hatte, führten seine Söhne den Turnier- und Handelsstall weiter.
Nach einem Sturz in einem Schwimmbad verstarb Max Hauri am 6. Dezember 2015.